# Evan Bates
Evan Bates (* 23. Februar 1989 in Ann Arbor, Michigan) ist ein US-amerikanischer Eiskunstläufer, der im Eistanz startet. Er vertrat die USA bei vier Olympischen Winterspielen: 2010 mit Emily Samuelson, 2014, 2018 und 2022 mit Madison Chock. Mit Chock ist er Weltmeister 2023, mehrfacher US-amerikanischer Meister und dreimaliger Vier-Kontinente-Meister.

## Sportliche Karriere
Evan Bates begann im Alter von vier Jahren mit dem Eiskunstlauf, als er seine ältere Schwester zum Eiskunstlauftraining begleitete. Er trainierte zunächst als Einzelläufer. Auf den Vorschlag eines Trainers begann er, gemeinsam mit Emily Samuelson zu trainieren.

### 2000–2011: Partnerschaft mit Emily Samuelson und erste Olympische Spiele

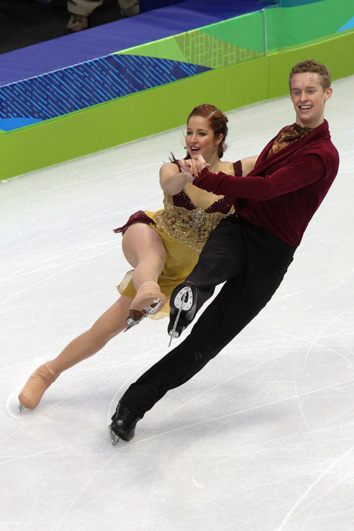
Samuelson und Bates bei den Olympischen Winterspielen 2010

Evan Bates und Emily Samuelson trainierten seit 2000 bei Yuri Chesnichenko and Yaroslava Nechaeva. 2008 gewann das Paar die Juniorenweltmeisterschaften. Bei den US-amerikanische Meisterschaften im selben Jahr wurden sie Vierte; in den folgenden Jahren gewannen sie eine Silber- und eine Bronzemedaille. In ihrer ersten Grand-Prix-Saison 2008/09 gewannen Samuelson und Bates eine Bronzemedaille in der NHK Trophy. Ihre größten internationalen Erfolge bei den Senioren waren der Gewinn der Bronzemedaille bei den Vier-Kontinente-Meisterschaften 2009 und der neunte Platz bei der Weltmeisterschaft 2010. 2010 vertraten Samuelson und Bates gemeinsam mit Meryl Davis/Charlie White und Tanith Belbin/Benjamin Agosto die USA bei den Olympischen Winterspielen in Vancouver. Sie erreichten den 11. Platz.
2010 gaben Samuelson und Bates bekannt, ihr Trainingsteam zu wechseln, um bei Igor Schpilband und Marina Zujewa in Canton, Michigan zu trainieren, die bereits die erfolgreichen Eistanzpaare Tessa Virtue/Scott Moir und Meryl Davis/Charlie White trainierten. Während des Trainings über den Sommer erlitt Bates einen Riss der Achillessehne. Er nahm eine Auszeit von rund einem Jahr, bis er wieder in den Wettbewerb einstieg. Im Sommer 2011 gaben Samuelson und Bates bekannt, dass sie nach 11 Jahren ihre gemeinsame Karriere beendeten und beide nach einer neuen Partnerschaft suchten.

### 2011–2013: Beginn der Partnerschaft mit Madison Chock
2011 wurde Madison Chock die Eiskunstlaufpartnerin von Evan Bates, nachdem ihr vorheriger Partner Greg Zuerlein seine Wettbewerbskarriere beendet hatte. Chock war zusammen mit Zuerlein im Jahr 2009 – ein Jahr nach Samuelson und Bates – Juniorenweltmeisterin im Eistanz geworden; sie trainierten ebenfalls bei Schpilband und Zujewa, wo auch Chock und Bates für die ersten Jahre ihrer gemeinsamen Karriere bleiben. 2013 wurden Chock und Bates bereits US-amerikanische Vizemeister. Dabei verwiesen sie Maia und Alex Shibutani auf den dritten Platz. Bei den Vier-Kontinente-Meisterschaften errangen sie die Bronzemedaille; ihre erste gemeinsame Weltmeisterschaft im Jahr 2013 beendeten sie auf dem siebten Platz. Sie beendeten die Saison mit ihrer ersten Teilnahme an der World Team Trophy, wo sie im Team mit Max Aaron, Jeremy Abbott, Gracie Gold, Ashley Wagner und Marissa Castelli/Simon Shnapir antraten. Chock und Bates wurden Erste im Eistanz und das Team gewann die Goldmedaille.

### 2013/14: Zweite Olympische Spiele

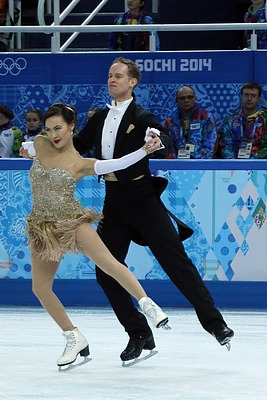
Chock und Bates bei den Olympischen Winterspielen 2014

In der folgenden Saison gewannen Chock und Bates zwei Bronzemedaillen in der Grand-Prix-Serie und bei den nationalen Meisterschaften erneut die Silbermedaille. Bei den Weltmeisterschaften 2014 erreichten sie den 5. Platz. Sie wurden neben Meryl Davis und Charlie White und Maia und Alex Shibutani für das US-amerikanische Olympiateam für die Winterspiele 2014 in Sotschi ausgewählt. Dort lagen sie nach dem Kurztanz auf dem 8 Platz. Obwohl sie die sechstbeste Kürleistung zeigten, blieben sie in der Gesamtwertung auf Platz 8. Chock und Bates traten in dieser Saison mit einem Kurzprogramm zu Musik von Irving Berlin und den Puppini Sisters und einer Kür zu dem Musical Les Misérables an.

### 2014–2017
In der Saison 2014/16 gewannen Chock und Bates Goldmedaillen in beiden Grand-Prix-Wettbewerben, womit sie sich zum ersten Mal für das Grand-Prix-Finale qualifizierten. Im Finale gewannen sie die Silbermedaille hinter dem kanadischen Paar Kaitlyn Weaver und Andrew Poje. Sie gewannen ihre erste Goldmedaille bei den US-amerikanischen Meisterschaften und jeweils die Silbermedaille bei den Vier-Kontinente-Meisterschaften und den Weltmeisterschaften 2015.
2015 gewannen Chock und Bates in der Grand-Prix-Serie eine Gold- und eine Silbermedaille und kamen erneut ins Finale, wo sie wie im Vorjahr Zweite hinter Weaver/Poje wurden; auch im folgenden Jahr erreichten sie das Finale, darin aber mit dem 6. Platz ihr schwächstes Ergebnis. Bei den US-amerikanischen Meisterschaften der Jahre 2016 und 2017 unterlagen sie Maia und Alex Shibutani und erhielten die Silbermedaille; auch bei den Vier-Kontinente-Meisterschaften beider Jahre lagen sie einen Platz hinter den Shibutanis. 2015 traten sie zum zweiten Mal in der World Team Trophy an. Sie erreichten im Eistanz den 3. Platz; insgesamt gewann das Team, das neben Chock und Bates aus Max Aaron, Jason Brown, Gracie Gold, Ashley Wagner und Alexa Scimeca/Chris Knierim bestand, erneut die Goldmedaille. Bei den Weltmeisterschaften 2016 gewannen Chock und Bates die Bronzemedaille, 2017 wurden sie Siebte. Ihre Kür zu Under Pressure von Queen und David Bowie mit einer Choreografie von Christopher Dean und Igor Schpilband wurde 2017 von der Professional Skaters Association als beste Performance ausgezeichnet.

### 2017/18: Dritte Olympische Spiele
In ihrer zweiten olympischen Saison traten Chock und Bates mit einem Kurzprogramm zu Liedern von Marc Anthony und einer Kür zu Imagine von John Lennon an. Im Sommer 2017 verletzte Chock sich beim Training den Knöchel. Das Paar setzte die Wettbewerbssaison dennoch wie geplant fort. Sie wurden 5. im Grand-Prix-Finale und Dritte bei den US-Meisterschaften hinter Maia und Alex Shibutani und Madison Hubbell und Zachary Donohue. Diese drei Paare bildeten das US-amerikanische Olympiateam im Eistanz für die Olympischen Winterspiele 2018 in Pyeongchang. Die zweite Olympiateilnahme verlief für Chock und Bates weniger erfolgreich als erhofft: Ein Missgeschick in der Aufwärmphase unmittelbar vor dem Kurztanz verschlimmerte Chocks Knöchelverletzung, sie entschieden sich aber, wie geplant anzutreten. Sie erreichten im Kurztanz den 7., im Kürtanz aber nur den 12. Platz, so dass sie insgesamt Platz 9 erreichten. Sie erreichten einen 5. Platz bei den Weltmeisterschaften 2018.

### 2019–2021

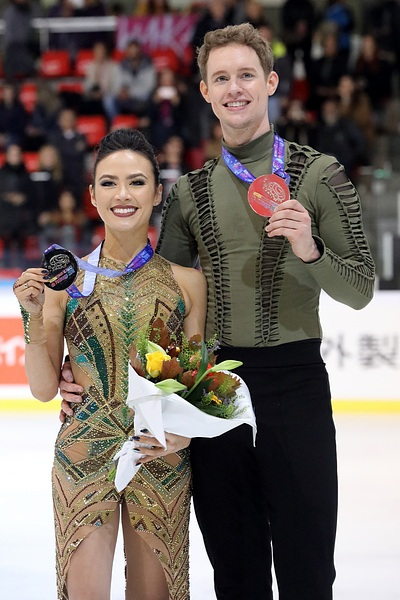
Chock und Bates in den Kostümen ihrer Snake-Dance-Kür bei den Internationaux de France 2019

Zur Saison 2018/19 wechselten Chock und Bates zur Ice Academy of Montreal, um bei Marie-France Dubreuil, Patrice Lauzon und Romain Haguenauer zu trainieren. Ab dieser Saison wurden auch sämtliche Choreografien der Wettbewerbsprogramme für Chock und Bates von Marie-France Dubreuil und ihrem Team entwickelt. In ihrer ersten Saison bei ihrem neuen Team liefen Chock und Bates ihr Kurzprogramm zur Filmmusik zu Mr. & Mrs. Smith, ihre Kür zu Musik von Elvis Presley; die Kür wurde von der Professional Skaters Association als beste Performance der Saison ausgezeichnet. Da Chock ihren Fuß operieren lassen musste, setzte das Paar in der ersten Hälfte der Saison aus. Sie stiegen zu den US-Meisterschaften wieder in den Wettbewerb ein, wo sie die Silbermedaille gewannen. Bei den Vier-Kontinente-Meisterschaften 2019 gewannen sie ihre erste Goldmedaille in einer ISU-Meisterschaft. Sie wurden 6. bei den Weltmeisterschaften 2019.
In der folgenden Saison stiegen sie wieder in die Grand-Prix-Serie ein, wo sie Silbermedaillen in beiden Wettbewerben sowie im Finale gewannen. Sie gewannen Goldmedaillen bei den US-Meisterschaften und den Vier-Kontinente-Meisterschaften 2020. Für die Weltmeisterschaften 2020 waren Chock und Bates angemeldet, der Wettbewerb wurde aber aufgrund der COVID-19-Pandemie abgesagt. Ihr Kurzprogramm in dieser Saison liefen Chock und Bates zu Too Darn Hot aus dem Musical Kiss Me, Kate von Cole Porter. Für ihre Kür mit dem Titel Egyptian Snake Dance erhielten Chock und Bates zum zweiten Mal in Folge den Preis der Professional Skaters Association für die beste Performance der Saison; auch die dazugehörigen Kostüme wurden ausgezeichnet.
Im Sommer 2020 erlitt Chock an einem außergewöhnlich heißen Tag einen Zusammenbruch, stürzte und erlitt eine Gehirnerschütterung. Aus diesem Grund und aufgrund der durch die Pandemie erschwerten Trainingsbedingungen entschieden sich Chock und Bates, keine neuen Programme zu entwickeln, sondern ihr Cole-Porter-Kurzprogramm sowie ihre erfolgreiche Snake-Dance-Kür aus der vorigen Saison beizubehalten. An Grand-Prix-Wettbewerben nahmen sie nicht teil. Bei den US-amerikanischen Meisterschaften wurden Chock und Bates Zweite hinter Madison Hubbell und Zachary Donohue. Bei den Weltmeisterschaften 2021 erreichten sie den 4. Platz.

### 2021/22: Vierte Olympische Spiele
In der Grand-Prix-Serie 2021/22 gewannen Chock und Bates zwei Silbermedaillen und wären dadurch für das Finale qualifiziert gewesen, das aber ausfiel, da sich kein Sportverband in der Lage sah, es unter den angesichts der aufkommenden Omikron-Variante wieder verschärften Pandemiebedingungen auszurichten. Chock und Bates wurden zusammen mit Hubbel und Donohue sowie Kaitlin Hawayek und Jean-Luc Baker für die Olympischen Winterspiele 2022 in Beijing ausgewählt. Bei ihrer dritten Olympiateilnahme traten Chock und Bates zum ersten Mal im Teamwettbewerb an, wo sie die Kür liefen und den ersten Platz erreichten. Insgesamt belegte das US-amerikanische Team den ersten Platz, wobei die Medaillenverleihung erst bei den Olympischen Sommerspielen 2024 in Paris erfolgte. Im individuellen Wettbewerb erreichten Chock und Bates mit beiden Programmen den 4. Platz und belegten so auch Platz 4 in der Gesamtwertung. Das Paar beendete die Saison mit einer Bronzemedaille bei den Weltmeisterschaften 2022 in Montpellier.
Für ihre dritte olympische Saison wählten Chock und Bates ein Kurzprogramm zu Liedern von Billie Eilish. Ihre Kür zu Musik des französischen Duos Daft Punk, in der Chock und Bates eine Liebesgeschichte zwischen einem Astronauten und einem Alien verkörperten, fand auch Beachtung über den Eiskunstlauf hinaus.

### 2022/23

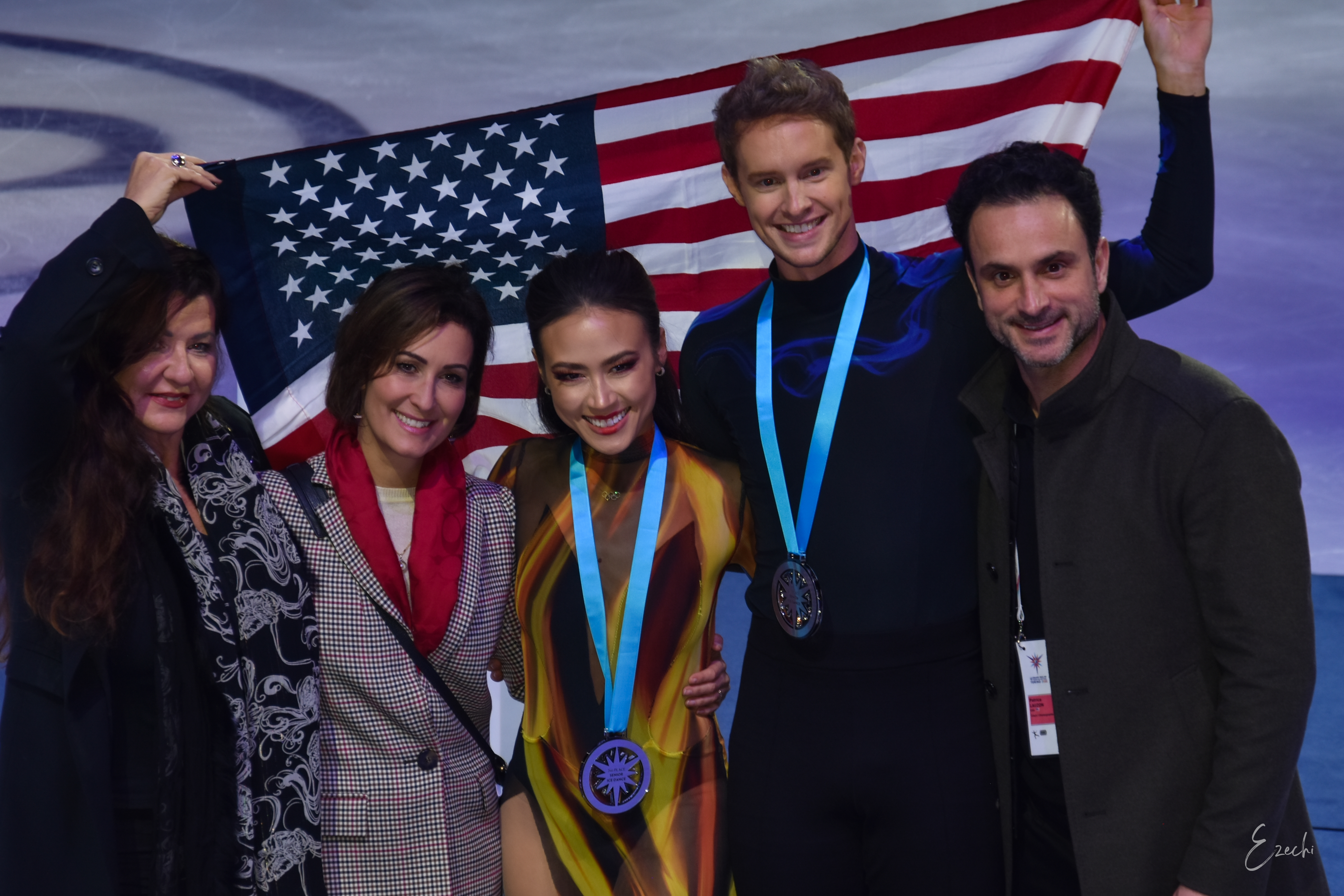
Chock und Bates mit ihrem Trainingsteam beim Grand-Prix-Finale 2022

In der Saison 2022/23 traten Chock und Bates mit einem Kurzprogramm zu Let’s Dance von David Bowie in einem Remix von Ben Liebrand und einer Kür zu Musik der französischen Band Orange Blossom und der kanadischen Musikerin Jorane an. Bei Skate Canada konnten Chock und Bates zum ersten Mal seit sieben Jahren wieder eine Goldmedaille in der Grand-Prix-Serie gewinnen. Kombiniert mit einer Silbermedaille bei der NHK Trophy kamen sie ins Finale, wo sie Zweite hinter dem kanadischen Paar Piper Gilles und Paul Poirier wurden. Bei den US-Meisterschaften konnten Chock und Bates ihren Titel verteidigen und wurden für das US-amerikanische Team für die Vier-Kontinente-Meisterschaften und die Weltmeisterschaften 2023 benannt. Bei den Vier-Kontinente-Meisterschaften in Colorado Springs gewannen sie mit einer persönlichen Bestpunktzahl von 220,81 ihre dritte Goldmedaille in dieser Meisterschaft. Piper Gilles und Paul Poirier, ihre Hauptkonkurrenz in dieser Saison, hatten ihre Teilnahme von der Vier-Kontinente-Meisterschaft zurückgezogen; Laurence Fournier Beaudry und Nikolaj Sørensen, die Chock und Bates bei der NHK Trophy 2022 geschlagen hatten, belegten den 2. Platz.

### Kostüme
Einige der Kostüme des Paares entwarf Madison Chock selbst; seit vielen Jahren arbeitet das Paar mit dem kanadischen Modedesigner Mathieu Caron zusammen. Zu Chocks eigenen Designs gehören die Kostüme des Paares für ihre Kür in der Olympiasaison 2021/22, die mit dem ISU Skating Award für das beste Kostüm ausgezeichnet wurden. Schon 2020 waren die Kostüme ihres Egyptian Snake Dance mit dem ISU Skating Award ausgezeichnet worden.

## Persönliches
Bates begann 2009 ein Studium der Betriebswirtschaftslehre an der University of Michigan. Er wohnte um diese Zeit in einer Wohngemeinschaft mit den Eiskunstläufern Charlie White, Trevor Young und Alex Shibutani.
Evan Bates und Madison Chock kennen einander seit ihrer Jugend. Nachdem sie einige Jahre gemeinsam als Eistanzpaar angetreten waren, wurden sie auch im privaten Leben ein Paar. Seit 2022 waren sie verlobt, seit 2024 sind sie verheiratet. Sie veröffentlichen seit 2021 gemeinsam den Podcast Unlaced, in dem sie aus ihrem sportlichen Alltag erzählen.

## Ergebnisse

### Eistanz
Zusammen mit Madison Chock:
| Meisterschaften/Jahr             | 2012  | 2013  | 2014  | 2015  | 2016  | 2017  | 2018  | 2019  | 2020  | 2021  | 2022  | 2023  | 2024  |
| -------------------------------- | ----- | ----- | ----- | ----- | ----- | ----- | ----- | ----- | ----- | ----- | ----- | ----- | ----- |
| Olympische Winterspiele          |       |       | 8.    |       |       |       | 9.    |       |       |       | 4.    |       |       |
| Weltmeisterschaften              |       | 7.    | 5.    | 2.    | 3.    | 7.    | 5.    | 6.    |       | 4.    | 3.    | 1.    |       |
| Vier-Kontinente-Meisterschaften  |       | 3.    |       | 2.    | 2.    | 3.    |       | 1.    | 1     |       |       | 1.    |       |
| US-amerikanische Meisterschaften | 5.    | 2.    | 2.    | 1.    | 2.    | 2.    | 3.    | 2.    | 1.    | 2.    | 1.    | 1.    |       |
| Grand-Prix-Wettbewerb / Saison   | 11/12 | 12/13 | 13/14 | 14/15 | 15/16 | 16/17 | 17/18 | 18/19 | 19/20 | 20/21 | 21/22 | 22/23 | 23/24 |
| Grand-Prix-Finale                |       |       |       | 2.    | 2.    | 6.    | 5.    |       | 2.    |       |       | 2.    |       |
| Cup of China                     |       | 4.    | 3.    |       | 2.    |       | 2.    |       | 2.    |       |       |       |       |
| Cup of Russia                    |       |       | 3.    | 1.    |       | 2.    |       |       |       |       |       |       |       |
| NHK Trophy                       |       |       |       |       |       |       |       |       |       |       | 2.    | 2.    |       |
| Skate America                    |       |       |       | 1.    | 1.    |       |       |       |       |       | 2.    | 1.    | 1.    |
| Skate Canada                     | 4.    |       |       |       |       | 2.    |       |       |       |       |       |       |       |
| Trophée Eric Bompard             | 5.    |       |       |       |       |       | 2.    |       | 2.    |       |       |       |       |

Zusammen mit Emily Samuelson:
| Meisterschaft / Jahr             | 2008  | 2009  | 2010  |
| -------------------------------- | ----- | ----- | ----- |
| Olympische Winterspiele          |       |       | 11.   |
| Weltmeisterschaften              |       | 11.   | 9.    |
| Vier-Kontinente-Meisterschaften  |       | 3.    |       |
| Juniorenweltmeisterschaften      | 1.    |       |       |
| US-amerikanische Meisterschaften | 4.    | 2.    | 3.    |
| Grand-Prix-Wettbewerb / Saison   | 07/08 | 08/09 | 09/10 |
| Skate America                    |       | 4.    |       |
| Skate Canada                     |       |       | 5.    |
| Trophée Eric Bompard             |       |       | 4.    |
| NHK Trophy                       |       | 3.    |       |